# 쉬어
"쉬어"는 대한민국의 래퍼 아넌딜라이트, 언오피셜보이, 비오, 지구인, 머드 더 스튜던트의 노래로, 스톤뮤직 엔터테인먼트를 통해 2021년 11월 6일에 발매되었다. 가온 디지털 차트와 가온 스트리밍 차트 1위를 기록했다.

## 차트
| 차트 (2021)                 | 최고 순위 |
| --------------------------- | --------- |
| 대한민국 (가온 디지털 차트) | 1         |